# لوومفولیک اسید

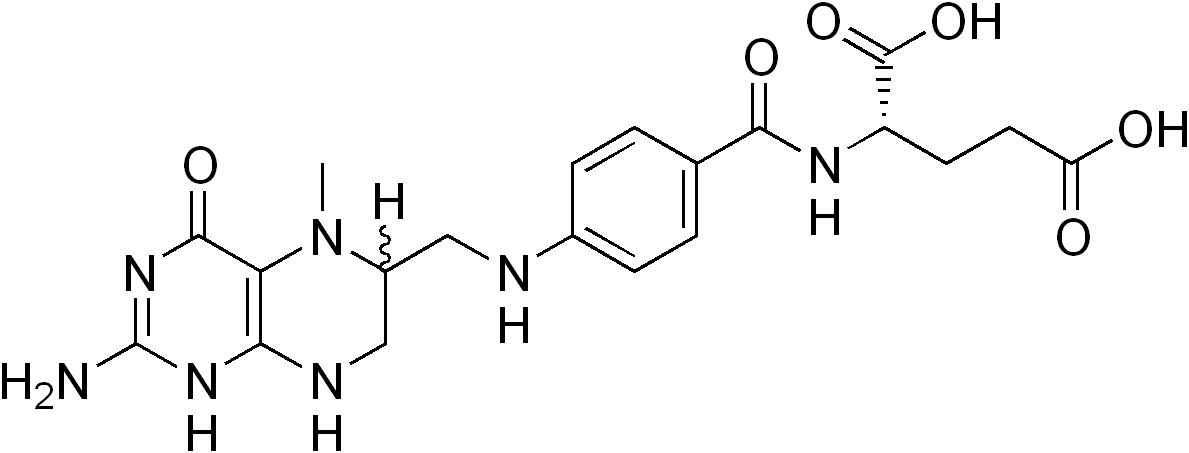
فرمول شیمیایی لوومفولیک اسید

لوومفولیک اسید (به انگلیسی: Levomefolic acid) با فرمول شیمیایی C20H25N7O6 یک ترکیب شیمیایی است. که جرم مولی آن ۴۵۹٫۴۶ گرم بر مول می‌باشد. 